# Українська католицька церква Св. Івана Хрестителя (Нью-Йорк)
43°02′54″ пн. ш. 76°10′49″ зх. д. / 43.04830556° пн. ш. 76.18022222° зх. д.
Українська католицька церква Св. Івана Хрестителя — це парафія Української греко-католицької церкви, розташована в Сіракузах, Нью-Йорк, на розі вулиць Томпкінса та проспекту Вільбура. Побудована у 1913 році, це була перша східна католицька церква у місті.  
В останні роки власник місцевого бізнесу Пітер Колман воскресив ідею в місцевій українській громаді звести перед церквою статую українського поета Тараса Шевченка. Комітет, що складався з українців-американців, був створений для виконання проєкту проектування та встановлення пам’ятника Тарасу Шевченку. Місцева українська громада разом із кількома сусідніми на ділянці гори Тіпперарі-Сіракузи зібрали необхідні кошти для пам’ятника. Пам'ятник Тарасу Шевченку був присвячений восени 2005 року. На церемонії посвячення та відкриття були присутні міський голова Сіракуз Метт Дрісколл, генеральне консульство України, представники штату Нью-Йорк та безліч українців-американців. Після церемонії відкриття відбувся пам'ятний концерт в Українському національному будинку Сіракуз. 

## Церковні групи
Відповідно до церковних записів, були організовані наступні групи; 
- 1893  — філія 34 Греко-католицького союзу (Соєдиненіє) — Організована першими емігрантами, русинами або руснаками.
- 1900 — св. Товариство Петра і Павла, філія 39 Руського Народного Союзу / згодом Українська Національна Асоціація — Організовано лемківськими емігрантами.
- 1912 — Асоціація Провидіння Святої Ольги
- 1921 — Український церковний хор
- 1921 — Аматорський драматичний гурток
- 1925 — Товариство Святого Серця
- 1926 — Українсько-американський клуб громадян
- 1932 — Дочки-католики
- 1933 — Українська Католицька Молодіжна Організація
- 1937 — Український центральний комітет
- 1946 — Україно-американські католицькі ветерани війни, Пост 560
- 1950 — Вівтарне товариство
- 1955 — Клуб матері (школа)
- 1955 — Товариство Святого Імені
- 1997 — Товариство Богоматері милосердя